# 3 000 mètres steeple masculin aux Jeux olympiques d'été de 1968
Pour un article plus général, voir Athlétisme aux Jeux olympiques d'été de 1968.
Navigation
Tokyo 1964 Munich 1972
L'épreuve du 3 000 mètres steeple masculin aux Jeux olympiques de 1968 s'est déroulée les 14 et 16 octobre 1968 au Stade olympique universitaire de Mexico, au Mexique.  Elle est remportée par le Kényan Amos Biwott.

## Résultats

### Finale
| Rang               | Athlète             | Pays             | Temps         |
| ------------------ | ------------------- | ---------------- | ------------- |
| Médaille d'or      | Amos Biwott         | Kenya            | 8 min 51 s 0  |
| Médaille d'argent  | Benjamin Kogo       | Kenya            | 8 min 51 s 6  |
| Médaille de bronze | George Young        | États-Unis       | 8 min 51 s 8  |
| 4                  | Kerry O'Brien       | Australie        | 8 min 52 s 0  |
| 5                  | Alexander Morozov   | Union soviétique | 8 min 55 s 8  |
| 6                  | Mikhail Zhelev      | Bulgarie         | 8 min 58 s 4  |
| 7                  | Gaston Roelants     | Belgique         | 8 min 59 s 4  |
| 8                  | Arne Risa           | Norvège          | 9 min 09 s 0  |
| 9                  | Jean-Paul Villain   | France           | 9 min 16 s 27 |
| 10                 | Bengt Persson       | Suède            | 9 min 20 s 61 |
| 11                 | Javier Álvarez (en) | Espagne          | 9 min 24 s 51 |
| -                  | Viktor Kudinskiy    | Union soviétique | DNF           |

## Légende
Records et Performances
- AR : Record continental (area record)
- CR : Record des championnats (championship record)
- MR : Record du meeting (meet record)
- NR : Record national (national record)
- OR : Record olympique (olympic record)
- PR : Record paralympique (paralympic record)
- PB : Record personnel (personal best)
- SB : Meilleure performance personnelle de la saison (season's best)
- WL : Meilleure performance mondiale de l'année (world leader)
- WJR : Record du monde junior (world junior record)
- WR : Record du monde (world record)

Circonstances et Conditions
- DNF : N'a pas terminé (did not finish)
- DNS : N'a pas pris le départ (did not start)
- DQ : Disqualification (disqualification)
- NM : Aucun essai valable enregistré (No Mark)
- Q : Qualifié « directement » au prochain tour (ou à la prochaine compétition), lors d'une compétition majeure, grâce au classement ou à la réalisation des minima (automatic qualifier)
- q : Qualifié au prochain tour (ou à la prochaine compétition), lors d'une compétition majeure, grâce au repêchage ou à la réalisation de l'une des meilleures performances parmi celles des « non qualifiés directement » (grâce au meilleur temps ou à la meilleure distance par exemple) (secondary qualifier)